# María Luisa Montoto
María Luisa Montoto de Rogel (nascida a 26 de dezembro de 1958), é uma oftalmologista e política argentina, que serve como Deputada Nacional eleita em Santiago del Estero desde 2019. Ela é membro da Frente Cívica de Santiago (FCpS) e faz parte do grupo parlamentar Frente de Todos.
Nascida na cidade de Santiago del Estero, Montoto serviu anteriormente como vereadora na câmara de La Banda de 2018 a 2019. Foi a terceira candidata suplente na lista do FCpS à Câmara Nacional dos Deputados nas eleições legislativas de 2017. Em 2019, Claudia Ledesma Abdala, que havia sido eleita deputada na lista do FCpS, foi eleita para o Senado Nacional, e Montoto tomou posse para preencher a vaga deixada por ela. Montoto foi eleita por direito próprio nas eleições legislativas de 2021, como a terceira candidata da lista do FCpS, que recebeu 64,8% dos votos.
Montoto integra as comissões parlamentares de Ciência, Tecnologia e Inovação Produtiva, Deficiências, Idosos, Famílias e Infância e Acção Social e Saúde Pública. Em 2020, ela votou contra a legalização do aborto na Argentina.